# Abfaltersbach (Tyrolsko)
Abfaltersbach je obec v Rakousku ve spolkové zemi Tyrolsko v okrese Lienz.
Žije zde 652 obyvatel (1. 1. 2011). První písemná zmínka o obci pochází z roku 1160. Obec je zde uváděna pod názvem Affoltrupach.